# یرما-یلان
یرما-یلان (به لاتین: Yerma-Yelan) یک منطقهٔ مسکونی در روسیه است که در باشقیرستان واقع شده‌است.